# Центральный статистический офис Польши
Центральный статистический офис (Главное Статистическое Управление, пол. Główny Urząd Statystyczny, GUS) — национальный орган статистики Польши, центральный орган государственной администрации.
Председатель Центрального статистического офиса избирается на 5 лет и имеет статус министра.
Центральный статистический офис ведет несколько общегосударственных реестров, в частности Государственный Реестр Субъектов Экономической Деятельности (пол. Krajowy Rejestr Urzędowy Podmiotów Gospodarki Narodowej, pl:REGON), Государственный Реестр Территориального Деления Страны (пол. Krajowy Rejestr Urzędowy Podziału Terytorialnego Kraju, pl:TERYT). Последняя перепись населения проведена в 2011 году.